# Grundtjärnen (Tärna socken, Lappland)
Grundtjärnen är en sjö i Storumans kommun i Lappland och ingår i Umeälvens huvudavrinningsområde.